# Élections municipales de 2026 à Perpignan
Pour des articles plus généraux, voir Élections municipales françaises de 2026 et Élections municipales de 2026 dans les Pyrénées-Orientales.
Les élections municipales de 2026 à Perpignan auront lieu en mars 2026. Elles visent au renouvellement du conseil municipal et du conseil communautaire de la communauté urbaine de Perpignan Méditerranée Métropole.

## Modalités du scrutin

### Dates
Ces élections se tiendront en mars 2026, les dates précises seront annoncées par décret au moins 3 mois avant le scrutin.

### Mode de scrutin
L'élection des conseillers municipaux et communautaires se déroule selon un scrutin de liste à deux tours avec prime majoritaire : les candidats se présentent en listes complètes avec la possibilité de deux candidats supplémentaires. Lors du vote, on ne peut faire ni adjonction, ni suppression, ni modification de l'ordre de présentation des listes. Chaque bulletin de vote comporte deux listes : une liste de candidats aux seules élections municipales et une liste de ceux également candidats au conseil communautaire.
Le nombre de sièges à pourvoir au conseil municipal de Perpignan correspond à celui des communes dont la population est comprise entre 100 000 et 150 000 habitants, soit 55 sièges. Les conseillers municipaux sont élus au suffrage universel direct pour une durée de mandat de six ans. L'élection se termine au premier tour en cas de majorité absolue. Le cas échéant, un second tour a lieu. Les listes qui ont obtenu au moins 10 % des suffrages exprimés au premier tour peuvent se présenter au second. Les candidats des listes qui ont obtenu plus de 5 % des suffrages exprimés au premier tour peuvent rejoindre une autre liste.
La liste ayant obtenu le plus de voix se voit attribuer la moitié des sièges, arrondie à l'entier supérieur si nécessaire. Ainsi, la liste majoritaire obtiens automatiquement 28 sièges. Les 27 sièges restants sont attribués à la représentation proportionnelle à la plus forte moyenne aux listes ayant obtenu au moins 5 % des suffrages exprimés au second tour (ou au premier tour en cas de tour unique).

## Contexte

### Scrutin précédent
Les élections municipales de 2020 ont été marquées par une abstention massive en raison de la pandémie de Covid-19, la participation lors du 1er tour s'étant effondrée de 57 % en 2014 à 40 % en 2020.
Sur le plan local, la liste Rassemblement national de Louis Aliot, parvient à ravir la mairie au maire sortant Jean-Marc Pujol, elle obtient ainsi 42 sièges. C'est la seule ville de France de plus de 100 000 habitants à être remportée par le RN, cela n'était pas arrivé depuis les élections de 1995 où le parti avait réussi à prendre la mairie de Toulon.
Jean-Marc Pujol, maire sortant et tête de la liste LR, est donc relégué au rôle d'opposition, décrochant un total de 13 sièges, et ce malgré le retrait au 2d tour des listes du centre et de gauche en sa faveur dans le cadre d'un barrage républicain.

### Contexte politique local
Louis Aliot, maire de la ville, a été condamné dans le cadre de l'affaire des assistants parlementaires du Front national au Parlement européen, à une peine d'inéligibilité de 3 ans pour détournement de fonds publics, néanmoins ayant fait appel, et cette peine n'étant pas assortie d'une exécution provisoire, celle-ci est suspendue tant qu'elle n'a pas été rendue définitive par un second jugement, toutefois si l'affaire est rejugée avant la tenue des élections municipales, il pourrait se retrouver dans l'incapacité à briguer un second mandat.

## Candidatures déclarées
Fin mars 2025, Agnès Langevine, présidente du Conservatoire du littoral, vice-présidente régionale, et tête de liste EELV-PS-PP-PRG-GÉ à la précédente élection municipale, annonce qu'elle présentera une liste lors des élections municipales à venir sous les couleurs de Place Publique.
À la suite de sa condamnation dans l'affaire des assistants parlementaires, en avril 2025 Louis Aliot affirme qu'il sera tout de même candidat à sa propre succession.
Le 30 mai 2025, France Insoumise et Écologistes annoncent qu'ils porteront une liste commune lors des prochaines municipales, mais qu'ils n'ont pas encore choisi qui en sera à la tête.

## Sondages
Tout sondage d'opinion est affecté par une marge d'erreur.
Une couleur arbitraire est associée à chaque institut de sondage ; ces couleurs sont une aide visuelle et ne correspondent pas à une tendance politique.

## Résultats
|                          |                 |          |              |              |             |             |        |        |  |
| Tête de liste            | Tête de liste   | Liste    | Premier tour | Premier tour | Second tour | Second tour | Sièges | Sièges |  |
| Tête de liste            | Tête de liste   | Liste    | Voix         | %            | Voix        | %           | CM     | CC     |  |
|                          | Louis Aliot     | RN       |              |              |             |             |        |        |  |
|                          |                 |          |              |              |             |             |        |        |  |
|                          | Agnès Langevine | PP       |              |              |             |             |        |        |  |
|                          |                 |          |              |              |             |             |        |        |  |
|                          |                 | LÉ - LFI |              |              |             |             |        |        |  |
|                          |                 |          |              |              |             |             |        |        |  |
|                          |                 |          |              |              |             |             |        |        |  |
| Votes valides            |                 |          |              |              |             |             |        |        |  |
| Votes blancs             |                 |          |              |              |             |             |        |        |  |
| Votes nuls               |                 |          |              |              |             |             |        |        |  |
| Total                    | Total           | Total    |              | 100          |             | 100         | 55     | 40     |  |
| Abstention               |                 |          |              |              |             |             |        |        |  |
| Inscrits / participation |                 |          |              |              |             |             |        |        |  |